# Зайко, Николай Никифорович
Николай Никифорович Зайко (1908 — 1991) — советский патофизиолог, доктор медицинских наук, профессор, член-корреспондент АМН СССР.

## Биография
Родился в 1908 году. Ученик А. А. Богомольца, М. М. Аничкова и Ю. С. Лондона. На протяжении 25 лет возглавлял кафедру патологической физиологии Киевского медицинского института. Был членом КПСС.
Умер в 1991 году. Похоронен в Киеве на Байковом кладбище (старая часть).

## Научная и общественная деятельность
Был автором учебника «Патологическая физиология», который выдержал три издания. Создал научную школу в области изучения нервной трофики и нейродистрофического процесса.
Много лет был председателем Украинского научно-медицинского общества патофизиологов.

## Награды
Заслуженный деятель науки УССР. Лауреат Государственной премии УССР в области науки и техники (1981; за учебник «Патологическая физиология», опубликованный в 1977 году), премии имени А. А. Богомольца, награждён медалями Ф. Шиллера и Я. Пуркинье, многочисленными правительственными наградами, почетными званиями.